# Monte Besimauda
Monte Besimauda lub Bisalta – szczyt w Alpach Liguryjskich. Leży we Włoszech w regionie Piemont.